# 倒披针叶虫实
倒披针叶虫实（学名：Corispermum lehmannianum）为藜科虫实属下的一个种。

## 扩展阅读
- 維基物種上的相關：倒披针叶虫实